# Johan Hjort

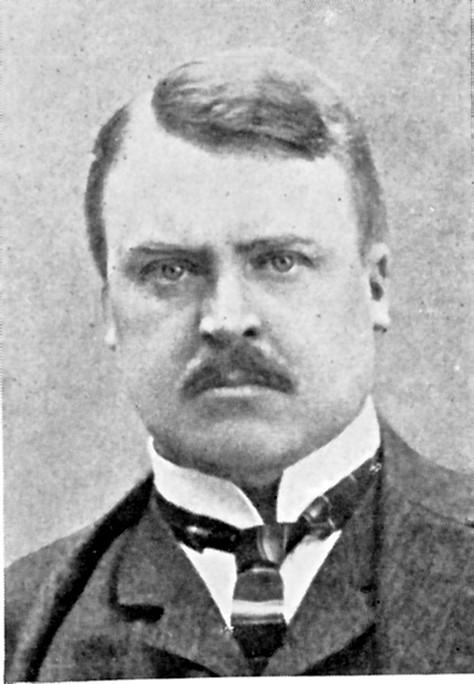
Johan Hjort

Johan Hjort (* 18. Februar 1869 in Oslo; † 7. Oktober 1948 ebenda) war ein norwegischer Zoologe (Meeresbiologie), der in der Ozeanographie und Fischereiforschung zu seiner Zeit eine international führende Stellung einnahm.

## Leben
Hjort war der Sohn eines Professors für Augenheilkunde S. A. Hjort und interessierte sich früh für Zoologie. Seinem Vater zuliebe studierte erst Medizin und dann Zoologie in München bei Richard Hertwig. 1892 wurde er dort promoviert mit einer Dissertation über die Embryologie von Seescheiden, die er an der Meeresforschungsstation in Neapel anfertigte. Danach kehrte er nach Norwegen zurück und wurde Kurator am Zoologischen Museum der Universität Oslo. 1894 wurde er Nachfolger von Georg Ossian Sars als leitender Fischereiforscher in Norwegen. Um sich in physiologischer Chemie fortzubilden, ging er nochmals 1895/96 zum Studium nach Jena. 1897 wurde er Direktor der Meeresforschungsstation der Universität Oslo in Drøbak. In der Fischereiforschung und Ozeanographie tauschte er sich mit Otto Pettersson (1848–1941) in Schweden und Johannes Petersen (Carl Georg Johannes Petersen, 1860–1928) in Dänemark aus. 1900 bis 1916 war er Gründer und Direktor des norwegischen Instituts für Meeresforschung in Bergen. Im Ersten Weltkrieg trat er aus Protest gegen die Geheimhaltung von Fischverkäufen an England von seinen Ämtern in Norwegen zurück und ging nach Dänemark und an die Universität Cambridge. 1921 wurde er Professor für Meeresbiologie in Oslo, was er bis 1939 blieb.
1910 unternahm er mit John Murray auf dem norwegischen Forschungsschiff Michael Sars eine Expedition zur Erkundung des Nordatlantiks, was zu ihrem gemeinsamen klassischen Buch The depths of the ocean führte. In der Fischerei-Wissenschaft war er mit einer Monographie von 1914 ein Pionier der Einführung statistischer Methoden und Verfahren zur Messung des Alters von Fischen. Er warnte vor Überfischung (auch beim Walfang mit Aufsätzen in den 1930er Jahren) und entwickelte Verfahren zur optimalen nachhaltigen Befischung ohne Gefahr für die Fischpopulationen.
Hjort entwickelte auch technische Methoden in der Fischerei, so eine Methode um Wal-Tran aus deren Speck zu gewinnen und in der Krabben-Fischerei. Er entwickelte ab 1898 Methoden, um mit Schleppnetzen in den tiefen norwegischen Fjorden zu fischen und fand dabei auch große Populationen an Tiefsee-Krabben (Pandalus borealis), die danach in Norwegen für den Export gefischt wurden. 1936 sagte er anlässlich einer Reise zur Entgegennahme der Ehrendoktorwürde in Harvard auch große Populationen von Tiefsee-Krabben vor Neuengland voraus und demonstrierte das umgehend auf einem Forschungsschiff.
1913 erhielt er die erste Alexander Agassiz Medal. Er war auswärtiges Mitglied der Royal Society (1916) sowie seit 1921 Ehrenmitglied (Honorary Fellow) der Royal Society of Edinburgh. 1939 wurde er zum Mitglied der American Philosophical Society und 1946 zum korrespondierenden Mitglied der Académie des sciences gewählt. 1902 war er einer der Gründer des International Council for the Exploration of the Sea (ICES, Conseil International pour l’exploration de la mer), war dort bis 1938 norwegischer Delegierter und 1920 bis 1938 Vizepräsident und 1938 bis 1948 Präsident. Er erhielt den norwegischen Sankt-Olav-Orden und den dänischen Dannebrog-Orden und war Ehrendoktor in Harvard, Cambridge und London.
Er war mit Wanda Maria von der Marwitz (1868–1952) verheiratet, die er in München kennengelernt hatte, und hatte mit ihr vier Kinder. Sein Sohn Johan Bernhard Hjort (1895–1969) war Richter am obersten Gerichtshof Norwegens.
Ein norwegisches Forschungsschiff des Meeresforschungsinstituts (Havforskningsinstituttet) in Bergen ist nach ihm benannt. Gleiches gilt für das Hjort-Massiv im Palmerland auf der Antarktischen Halbinsel, die Hjort Fracture Zone im Südlichen Ozean, den Bergrücken Hjortryggen am Beerenberg auf Jan Mayen und den Berg Johan Hjortfjellet auf Hopen im Archipel Spitzbergen.

## Schriften
- Die erste Nordlandfahrt des norwegischen Fischereidampfers Michael Sars im Jahr 1900 unter Leitung von Johan Hjort, Petermanns Geographische Mitteilungen, Band 4, 1901, S. 73–83, 97–106
- mit John Murray: The depths of the ocean, 1912
- Fluctuations in the Great Fisheries of Northern Europe, Rapports et procès-verbaux des réunions 20, International Council for the Exploration of the Seas, 1914, S. 1–228.
- The Unity of Science 1921
- Fluctuations in the Year Classes of Important Food Fishes, Journal du Conseil International pour l´exploration de la mer 1926
- Des Kaisers Neue Kleider. Betrachtungen eines Biologen, Transmare 1932
- The human value of biology, Harvard UP 1938